# Oded Lipschits

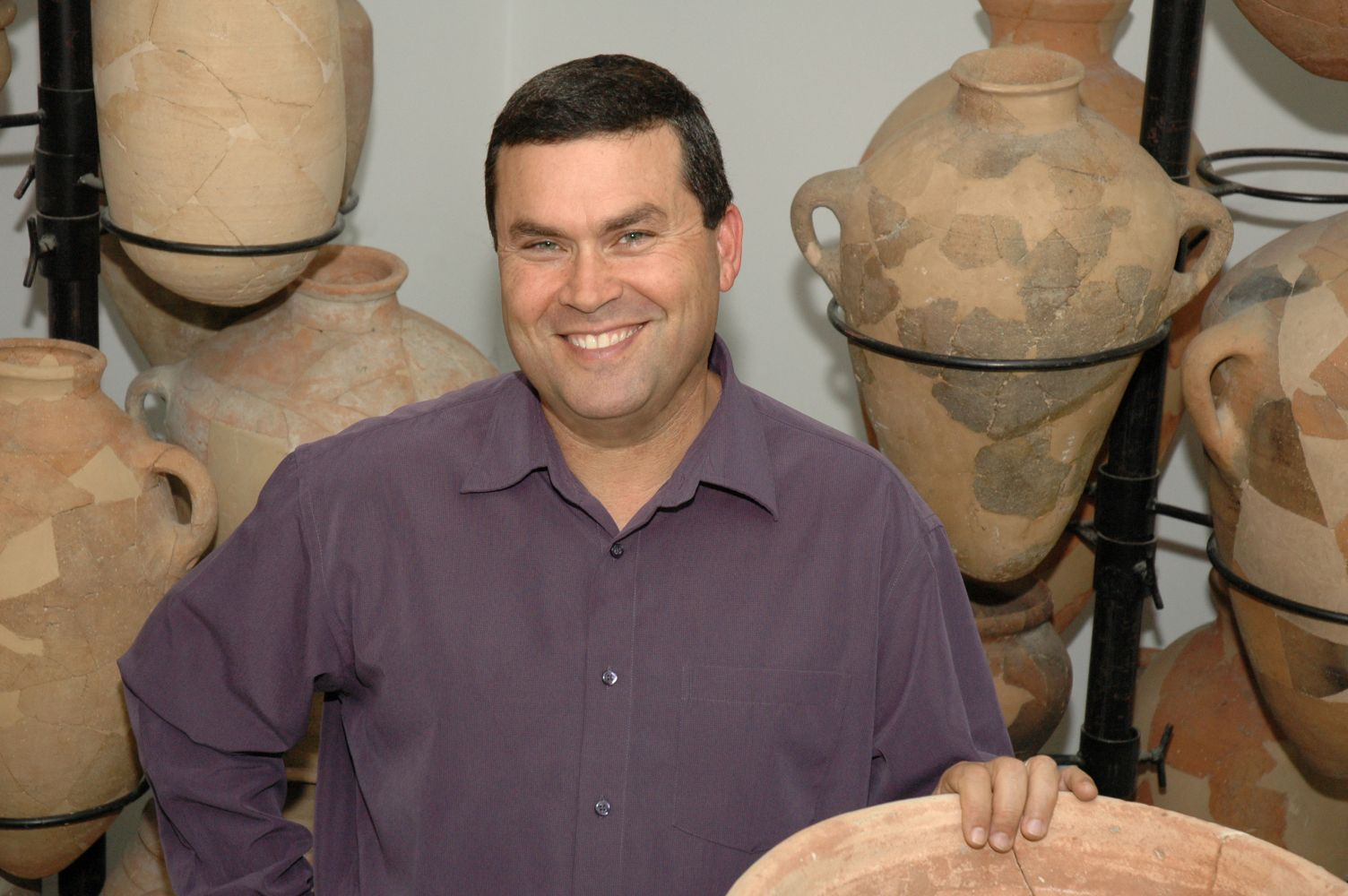
Oded Lipschits

Oded Lipschits (* 15. Mai 1963 in Jerusalem) ist ein israelischer Archäologe und Historiker. Er ist Professor für Archäologie und Alte Vorderasiatische Kulturen an der Universität Tel Aviv und war von 2011 bis 2023 Direktor des Sonia and Marco Nadler Institute of Archaeology.

## Leben
Lipschits wurde 1963 in Jerusalem geboren. Während seiner Armeezeit diente er in einer Eliteeinheit, derzeit bekleidet er den Rang eines Majors der Reserve. Den Doktorgrad erlangte er 1997 an der Abteilung für Jüdische Studien an der Universität Tel Aviv. Thema seiner Dissertation war „Die Provinz Jehud unter babylonischer Herrschaft (586-539 v. d. Z.): Historische Realität und historiographische Sichtweisen“. Sie wurde in überarbeiteter Form veröffentlicht. Ab 2002 arbeitete Lipschits als Dozent für Geschichte des jüdischen Volkes an der Universität Tel Aviv und verfasste zusammen mit seiner Mutter Judith Lipschits einige Lehrbücher für Gymnasien.
Für 2022 wurde Lipschits ein EMET-Preis zugesprochen.

## Jerusalem zwischen Zerstörung und Erneuerung: Juda unter babylonischer Herrschaft
Lipschits' Buch, welches 2004 erschien, ist eine tiefschürfende Studie über eine bislang wenig beachtete Epoche. Das Buch befasst sich mit jenem Teil Israels, der nach der Zerstörung des Ersten Tempels in Juda zurückblieb, bis zum Beginn der Ära des Zweiten Tempels.
Gemäß jenen Rekonstruktionen der Geschichte, die sich auf die biblische Darstellung stützen, handelt es sich dabei um eine dunkle Phase in der Geschichte des jüdischen Volkes, welches nahezu völlig ins Exil ging. Nach Ansicht von Lipschits hingegen ist es eine höchst bedeutsame Epoche in der Gestaltwerdung des Judentums in gesellschaftlicher, religiöser und wirtschaftlicher Hinsicht, und mit ihr beginnt eine gewisse Stetigkeit und Blüte der Entwicklung. Diese Aspekte sind jedoch in der Bibel nicht niedergeschrieben, da die biblische Geschichtsauffassung die Bedeutung der Rückkehrer aus Babylon stärker betont und die Rolle der im Lande verbliebenen Bevölkerung minimiert. Grund hierfür ist die Tatsache, dass die zurückkehrende Elite sich weigerte, sich mit der Tatsache abzufinden, dass das im Lande verbliebene Volk sein gewohntes Leben weiterhin führte, während der Tempel in Jerusalem zerstört blieb, und die Bevölkerung nun vor allem in der Schefela siedelte und alternative Kultorte fand.

## Veröffentlichungen
- The Fall and Rise of Jerusalem. Judah Under Babylonian Rule. Winona Lake: Eisenbrauns 2005.
- O. Lipschits und J. Blenkinsopp (Hrsg.): Judah and the Judeans in the Neo-Babylonian Period. Winona Lake: Eisenbrauns 2003.
- O. Lipschits und M. Oeming (Hrsg.): Judah and the Judeans in the Persian Period. Winona Lake: Eisenbrauns 2006.